# Lipstick Jungle
Lipstick Jungle ist eine US-amerikanische Fernsehserie in zwei Staffeln mit insgesamt 20 Episoden. Die Produktion der Serie wurde im März 2009 eingestellt. Die deutschsprachige Erstausstrahlung fand ab dem 23. Juli 2009 beim Schweizer Sender 3+ statt, in Deutschland startete die Serie am 16. September 2009 bei ProSieben, in Österreich am 21. September 2009 beim ORF. Seit 2010 strahlt der Sender Sixx die Serie erneut aus.

## Handlung
Lipstick Jungle beschreibt das berufliche und persönliche Leben von drei besten Freundinnen. Die drei Frauen gehören zu den erfolgreichsten New Yorks. Wendy Healy ist Geschäftsführerin eines Filmstudios. Sie hat mit ihrem Ehemann Shane zwei Kinder. Nico Riley ist Chefredakteurin eines Magazins und seit jeher verheiratet mit ihrem früheren Professor Charles und Victory Ford ist Modedesignerin und Single. Zu Beginn der Serie floppt Victorys Modenschau und diese will ihre Modemarke wieder nach vorne treiben. Nico fühlt sich unterdessen nicht besonders wohl in ihrer Ehe mit dem deutlich älteren Charles. Auf einer Party lernt sie den jungen Fotografen Kirby Atwood kennen, mit dem sie kurz darauf eine Affäre beginnt. Wendy versucht immer wieder ihre Karriere und die Familie unter einen Hut zu bringen. Während ihr Ehemann, welcher bisher zuhause blieb, mit der Karriere seiner Frau nicht klarkommt.

## Hintergrund
Die Serie basiert auf dem gleichnamigen Buch von Candace Bushnell, der Autorin von Sex and the City, und startete im Februar 2008 in den USA auf dem Sendeplatz von Emergency Room – Die Notaufnahme auf NBC. Lipstick Jungle wurde in den USA nach der zweiten Staffel eingestellt.

## Quoten in Deutschland
Die erste Folge auf ProSieben verfolgten 1,75 Millionen Zuschauer. In der Zielgruppe der 14- bis 49-jährigen Zuschauer entsprachen 1,49 Millionen Zuschauer einem Marktanteil von 12,2 Prozent.
Das Finale der ersten Staffel am 28. Oktober 2009 verfolgten 1,41 Millionen der werberelevanten Zielgruppe (14 bis 49 Jahre), dies entsprach Marktanteilen von 10,8 Prozent.

## Besetzung
| Rolle        | Schauspieler     | Synchronsprecher  |
| Wendy Healy  | Brooke Shields   | Melanie Pukaß     |
| Nico Reilly  | Kim Raver        | Antje von der Ahe |
| Victory Ford | Lindsay Price    | Bianca Krahl      |
| Shane Healy  | Paul Blackthorne | Florian Halm      |
| Kirby Atwood | Robert Buckley   | Marcel Collé      |
| Joe Bennett  | Andrew McCarthy  | Bernd Vollbrecht  |

## Folgen

### Staffel 1
| Originaltitel                   | Erstausstrahlung | Deutscher Titel   | Deutsche Erstausstrahlung |
| ------------------------------- | ---------------- | ----------------- | ------------------------- |
| Pilot                           | 7. Februar 2008  | Turbulenzen       | 16. September 2009        |
| Chapter Two: Nothing Sacred     | 14. Februar 2008 | Nichts ist heilig | 23. September 2009        |
| Chapter Three: Pink Poison      | 21. Februar 2008 | Pink Poison       | 30. September 2009        |
| Chapter Four: Bombay Highway    | 28. Februar 2008 | Bombay Highway    | 7. Oktober 2009           |
| Chapter Five: Dressed to Kill   | 6. März 2008     | Schein oder Sein  | 14. Oktober 2009          |
| Chapter Six: Take the High Road | 13. März 2008    | Auf Umwegen       | 21. Oktober 2009          |
| Chapter Seven: Carpe Threesome  | 20. März 2008    | Dreiecksbeziehung | 28. Oktober 2009          |

### Staffel 2
| Originaltitel                                           | Erstausstrahlung   | Deutscher Titel                    | Deutsche Erstausstrahlung |
| ------------------------------------------------------- | ------------------ | ---------------------------------- | ------------------------- |
| Chapter Eight: Pandora’s Box                            | 24. September 2008 | Die Büchse der Pandora             | 4. November 2009          |
| Chapter Nine: Help!                                     | 1. Oktober 2008    | Help!                              | 11. November 2009         |
| Chapter Ten: Let It Be                                  | 8. Oktober 2008    | Let It Be                          | 18. November 2009         |
| Chapter Eleven: The F-Word                              | 22. Oktober 2008   | Familienbande                      | 25. November 2009         |
| Chapter Twelve: Scary, Scary Night!                     | 29. Oktober 2008   | Albträume                          | 2. Dezember 2009          |
| Chapter Thirteen: The Lyin’, The Bitch and The Wardrobe | 31. Oktober 2008   | Große Show                         | 2. Dezember 2009          |
| Chapter Fourteen: Let the Games Begin                   | 7. November 2008   | Die Spiele sind eröffnet           | 9. Dezember 2009          |
| Chapter Fifteen: The Sisterhood of the Traveling Prada  | 14. November 2008  | Drei Pradataschen auf Reisen       | 9. Dezember 2009          |
| Chapter Sixteen: Thanksgiving                           | 21. November 2008  | Rat mal, wer nicht zum Essen kommt | 16. Dezember 2009         |
| Chapter Seventeen: Bye, Bye Baby                        | 5. Dezember 2008   | Bye, Bye Baby                      | 16. Dezember 2009         |
| Chapter Eighteen: Indecent Exposure                     | 12. Dezember 2008  | Zuviel ist zu viel                 | 23. Dezember 2009         |
| Chapter Nineteen: Lovers’ Leap                          | 2. Januar 2009     | Zweiter Anlauf                     | 23. Dezember 2009         |
| Chapter Twenty: La Vie en Pose                          | 9. Januar 2009     | La Vie en Pose                     | 23. Dezember 2009         |